# Gmina związkowa Bruchmühlbach-Miesau
Gmina związkowa Bruchmühlbach-Miesau (niem. Verbandsgemeinde Bruchmühlbach-Miesau) – gmina związkowa w Niemczech, w kraju związkowym Nadrenia-Palatynat, w powiecie Kaiserslautern. Siedziba gminy związkowej znajduje się w miejscowości Bruchmühlbach-Miesau.

## Podział administracyjny
Gmina związkowa zrzesza pięć gmin wiejskich:
1. Bruchmühlbach-Miesau
2. Gerhardsbrunn
3. Lambsborn
4. Langwieden
5. Martinshöhe